# Nikołaj Girienko
Nikołaj Michajłowicz Girienko, ros. Николай Михайлович Гиренко (ur. 31 października 1940 w Leningradzie, zm. 19 czerwca 2004 w Petersburgu) – rosyjski etnolog, orientalista i działacz praw człowieka.

## Życiorys
W 1967 ukończył studia na wydziale orientalistycznym Petersburskiego Uniwersytetu Państwowego. W latach 1967–1970 pracował jako tłumacz wojskowy na Zanzibarze. W 1970 rozpoczął pracę w leningradzkim oddziale Instytutu Etnografii i Antropologii im. Nikołaja Miklucho-Makłaja, działającym przy Akademii Nauk ZSRS. W latach 1986–1990 i ponownie od 1993 kierował zakładem afrykanistyki. W latach 1991–1992 kierował petersburską Kunstkamerą (Muzeum Antropologii i Etnografii im. Piotra Wielkiego). Jego prace badawcze koncentrowały się wokół kwestii organizacji społecznej ludów afrykańskich. Od 1988 koncentrował się na metodach badania relacji międzyetnicznych i międzywyznaniowych. Był autorem metody badania przestępstw, motywowanych nienawiścią o podłożu rasowym. W 1990, z poparciem Leningradzkiego Frontu Narodowego został wybrany radnym w pierwszych demokratycznych wyborach do Lensowietu (późniejszego Petrosowietu).

## Działacz praw człowieka
W 1991 Nikołaj Girienko zorganizował pierwszą w Rosji konferencję naukową poświęconą ochronie praw mniejszości narodowych. Z jego inicjatywy powstała grupa uczonych petersburskich, którzy zajmowali się kwestią ochrony mniejszości i publicznie przeciwstawiali się przejawom ekstremizmu w życiu publicznym. Był współpracownikiem prokuratury w kwestii ścigania przestępstw określonych art.282 Kodeksu Karnego Federacji Rosyjskiej (przestępstwa wynikające z nienawiści na tle rasowym i narodowościowym) oraz ekspertem sądowym w przypadku tego typu przestępstw. Ekspertyzy Girienki dotyczyły przypadków rozbudzania nienawiści rasowej lub narodowościowej w tekstach publikowanych w czasopismach. W 2004 uczestniczył w przygotowaniach do procesu działaczy Rosyjskiej Jedności Narodowej (Русское национальное единство) oraz do procesu radykalnej narodowosocjalistycznej organizacji Szulc-88, działającej w Petersburgu.

## Śmierć i śledztwo
12 czerwca 2004 na stronie internetowej rosyjskich nacjonalistów Russkaja respublika (Русская республика) opublikowano wyrok śmierci na Girienkę, ale prokuratura nie podjęła działań przeciwko autorom strony.
Nikołaj Girienko został zastrzelony we własnym mieszkaniu 19 czerwca 2004. Według relacji córki Girienki, dwóch młodych ludzi zadzwoniło do drzwi mieszkania, a kiedy Girienko podszedł do drzwi, padł strzał. Kula przebiła drzwi i trafiła Girienkę w klatkę piersiową. Sprawcy szybko opuścili miejsce przestępstwa, a ranny zmarł przed przyjazdem lekarza. Według danych zebranych przez śledczych, Nikołaj Girienko został zastrzelony z niemieckiego karabinu Mauzer, a sprawcy należeli do nacjonalistycznej bojówki, kierowanej przez Aleksieja Wojewodina i Dimitrija Borowikowa. Motywem miała być współpraca Girienki z prokuraturą w kwestii zwalczania środowisk nacjonalistycznych. Grupa miała na swoim koncie co najmniej kilka zabójstw. Milicja zatrzymała kilkanaście osób, związanych z tym środowiskiem, w tym Aleksieja Wojewodina. Dimitrij Borowikow zginął 18 maja 2006 w trakcie próby zatrzymania go przez milicję.
Proces dwunastu członków bandy zakończył się 14 czerwca 2011. Jednym z zarzutów stawianych w toku śledztwa było zabójstwo Girienki, ale nie udało się ustalić, kto był bezpośrednim sprawcą. Główny oskarżony Artiom Prochorienko został skazany na karę dożywotniego więzienia, pozostali oskarżeni na kilkuletnie kary więzienia.

## Dzieła
- 2005: Socjologija pliemieni (Социология племени), wyd. Sankt-Petersburg.
- 2005: Etnos, kultura, prawo (Этнос, культура, закон), wyd. Sankt-Petersburg.

## Pamięć
Uczczeniu pamięci zamordowanego Nikołaja Girienki miały służyć Marsze przeciwko nienawiści, organizowane od 2004 corocznie w Petersburgu, w dniu urodzin rosyjskiego etnologa. 27 listopada 2007 uchwałą Centralnej Komisji Wyborczej Federacji Rosyjskiej ustanowiono medal imienia Nikołaja Girienki.